# Two Tribes
Pour l'entreprise néerlandaise de développement de jeux vidéo, voir Two Tribes B.V..
Singles de Frankie Goes to Hollywood
Relax
(1983) The Power of Love
(1984)
Two Tribes est le deuxième single du groupe britannique Frankie Goes to Hollywood. Publiée le 4 juin 1984, la chanson a été incluse sur l'album Welcome to the Pleasuredome.
Two Tribes connaît un important succès, notamment au Royaume-Uni où il entre directement à la première place des charts, qu'il conservera pendant neuf semaines consécutives. Le single s'est écoulé dans ce pays à 1 590 000 exemplaires.
Il s'est également classé numéro un en Allemagne, en Belgique, aux Pays-Bas, en Irlande et en Nouvelle-Zélande.

## Présentation et contexte
La chanson, écrite par trois des membres du groupe (Holly Johnson, Peter Gill et Mark O'Toole) reflète la crainte d'un conflit nucléaire global suscitée par le regain de tension entre le Bloc de l'Ouest et le Bloc de l'Est durant la période 1975-1984.
Au verso de la pochette du single, figure un tableau comparatif de l'arsenal nucléaire des deux grandes superpuissances, illustrant la course aux armements nucléaires.
La chanson est déclinée en plusieurs versions longues sur des maxi 45 tours. Ses versions utilisent des samples des Protect and Survive (en), messages télévisés produits par le gouvernement britannique et enregistrés par l'acteur Patrick Allen, à destination du public sur la conduite à tenir en cas d'attaque nucléaire.

## Clip
Le clip, réalisé par Godley & Creme, présente deux personnages, caricatures des leaders politiques américain et soviétique de l'époque, Ronald Reagan et Konstantin Tchernenko, qui prennent part à une sorte de combat de catch dans une arène dont les spectateurs représentent les chefs d'État du monde entier. Ces derniers parient sur l'un ou l'autre des adversaires et les encouragent. Les membres de Frankie Goes to Hollywood apparaissent comme des journalistes, Holly Johnson en commentateur.
Les présidents soviétique et américain commencent par échanger des gestes insultants, puis en viennent aux mains, multipliant les coups bas. Le combat devient de plus en plus violent, les spectateurs commencent à se battre entre eux. C'est le chaos.
Le clip se termine sur une rapide succession d'images (plan large de l'arène, le siège des Nations unies, le territoire des États-Unis), produisant un effet de zoom-arrière qui finit par montrer notre planète détruite par une explosion.

## Liste des titres
- One February Friday n'est pas une chanson mais l'enregistrement d'une discussion entre les membres du groupe et Paul Morley sur un fond musical.
- War, que l'on retrouvera sur l'album Welcome to the Pleasuredome, est une reprise de la chanson anti-guerre écrite et composée par Barrett Strong et Norman Whitfield et rendue célèbre par Edwin Starr.

### 45 tours
1. Two Tribes (Cowboys And Indians) - 3:57
2. One February Friday (Doctors And Nurses) - 4:55

### Premier maxi 45 tours
1. Two Tribes (Annihilation) - 9:08
2. War (Hide Yourself) - 4:12
3. One February Friday [version abrégée] - 1:46
4. Two Tribes (Surrender) - 3:46
5. The Last Voice - 1:14

### Deuxième maxi 45 tours
1. Two Tribes (Carnage) - 7:54
2. War (Hide Yourself) - 4:12
3. One February Friday [version abrégée] - 1:46
4. Two Tribes (Surrender) - 3:46
5. The Last Voice - 1:14

### Troisième maxi 45 tours
1. War (Hidden) - 8:33
2. Two Tribes (Carnage) - 7:54
3. One February Friday [version abrégée] - 1:46

### Quatrième maxi 45 tours
Limité à 5000 exemplaires.
1. Two Tribes (Hibakusha) - 6:38
2. War (Hide Yourself) - 4:12
3. One February Friday [version abrégée] - 1:46
4. Two Tribes (Surrender) - 3:46
5. The Last Voice - 1:14

### Cassette audio, titréeTwo Tribes(Keep the Peace)
1. Have Sex With As Many Objects As Possible - 1:04
2. Two Tribes At Madison Square Garden - 3:11
3. The Carnage / The Annihilation - 12:05
4. One February Friday - 1:08
5. War (Somewhere Between Hiding And Hidden) - 4:12
6. War Is Peace - 0:28

## Remixes
Two Tribes est ressortie en 1994 et en 2000, remixée, et a de nouveau été classée dans les charts britanniques.
- 45 tours (1994)

1. Two Tribes (Fluke's Minimix) - 3:50
2. Two Tribes (Cowboys and Indians) - 3:54

- CD Maxi (1994)

1. Two Tribes (Fluke's Minimix) - 3:50
2. Two Tribes (Don't Want To Die) - 4:11
3. Two Tribes (Fluke's Magimix) - 5:27
4. Two Tribes (Fluke's Magimix Instrumental) - 5:27
5. Two Tribes (Hibakusha Mix) - 6:35
6. Two Tribes (Annihilation Mix) - 9:09

- Maxi 45 tours (1994)

1. Two Tribes (Fluke's Magimix) - 5:27
2. Two Tribes (Carnage Mix) - 7:55
3. Two Tribes (Fluke's Moulimix) - 7:02
4. Two Tribes (Teckno Prisoner Featuring Adamski) - 6:20

- CD Maxi (Allemagne 1994)

1. Two Tribes (Intermission Legend Mix) - 5:10
2. Two Tribes (Intermission Legend Instrumental) - 5:10
3. Two Tribes (Intermission Workout Mix) - 5:30
4. Two Tribes (Intermission Workout Instrumental) - 5:30

- CD single (2000)

1. Two Tribes (Rob Searle Club Mix Radio Edit) - 4:13
2. Two Tribes (Apollo Four Forty Remix Edit) - 4:05
3. Two Tribes (Rob Searle Club Mix) - 9:22

- Maxi 45 tours (2000)

1. Two Tribes (Rob Searle Club Mix) - 9:22
2. Two Tribes (Olav Basoski's Tiberium Power Mix) - 9:39

- Maxi 45 tours (The Almighty Mixes, 2000)

1. Two Tribes (Almighty Definitive Remix) - 8:45
2. Two Tribes (Almighty Radio Edit) - 3:59

## Classements et certifications
| Classement (1984)                      | Meilleure position |
| -------------------------------------- | ------------------ |
| Afrique du Sud (Springbok Radio)       | 8                  |
| Allemagne (Media Control AG)           | 1                  |
| Australie (Kent Music Report)          | 4                  |
| Autriche (Ö3 Austria Top 40)           | 16                 |
| Belgique (Flandre Ultratop 50 Singles) | 1                  |
| Belgique (Flandre VRT Top 30)          | 1                  |
| Canada (100 Singles)                   | 9                  |
| Canada (CHUM)                          | 3                  |
| Espagne (AFYVE)                        | 8                  |
| États-Unis (Billboard Hot 100)         | 43                 |
| États-Unis (Cash Box)                  | 37                 |
| États-Unis (Hot Dance/Disco)           | 3                  |
| États-Unis (Top Rock Tracks)           | 27                 |
| Europe (Eurochart Hot 100)             | 1                  |
| France (IFOP)                          | 22                 |
| Irlande (IRMA)                         | 1                  |
| Italie (FIMI)                          | 15                 |
| Norvège (VG-lista)                     | 4                  |
| Nouvelle-Zélande (RMNZ)                | 1                  |
| Pays-Bas (Nederlandse Top 40)          | 1                  |
| Pays-Bas (Single Top 100)              | 1                  |
| Pologne (Classements Singles)          | 16                 |
| Royaume-Uni (UK Singles Chart)         | 1                  |
| Suède (Sverigetopplistan)              | 9                  |
| Suisse (Schweizer Hitparade)           | 4                  |

| Classement (1994)              | Meilleure position |
| ------------------------------ | ------------------ |
| Royaume-Uni (UK Singles Chart) | 16                 |

| Classement (2000)              | Meilleure position |
| ------------------------------ | ------------------ |
| Royaume-Uni (UK Singles Chart) | 17                 |

| Classement (1984)              | Position |
| ------------------------------ | -------- |
| Australie (Kent Music Report)  | 20       |
| Belgique (Flandre Ultratop 50) | 2        |
| Canada (Top 100 Singles)       | 70       |
| Italie (FIMI)                  | 92       |
| Pays-Bas (Nederlandse Top 40)  | 6        |
| Pays-Bas (Single Top 100)      | 14       |
| Suisse (Schweizer Hitparade)   | 22       |

| Pays              | Certification | Date             | Ventes    |
| ----------------- | ------------- | ---------------- | --------- |
| Canada (CRIA)     | Or            | 1er octobre 1984 | 50 000    |
| Pays-Bas (NVPI)   | Or            | 1984             | 75 000    |
| Royaume-Uni (BPI) | Platine       | 1er juin 1984    | 1 590 000 |